# Числа в Єгипетській міфології

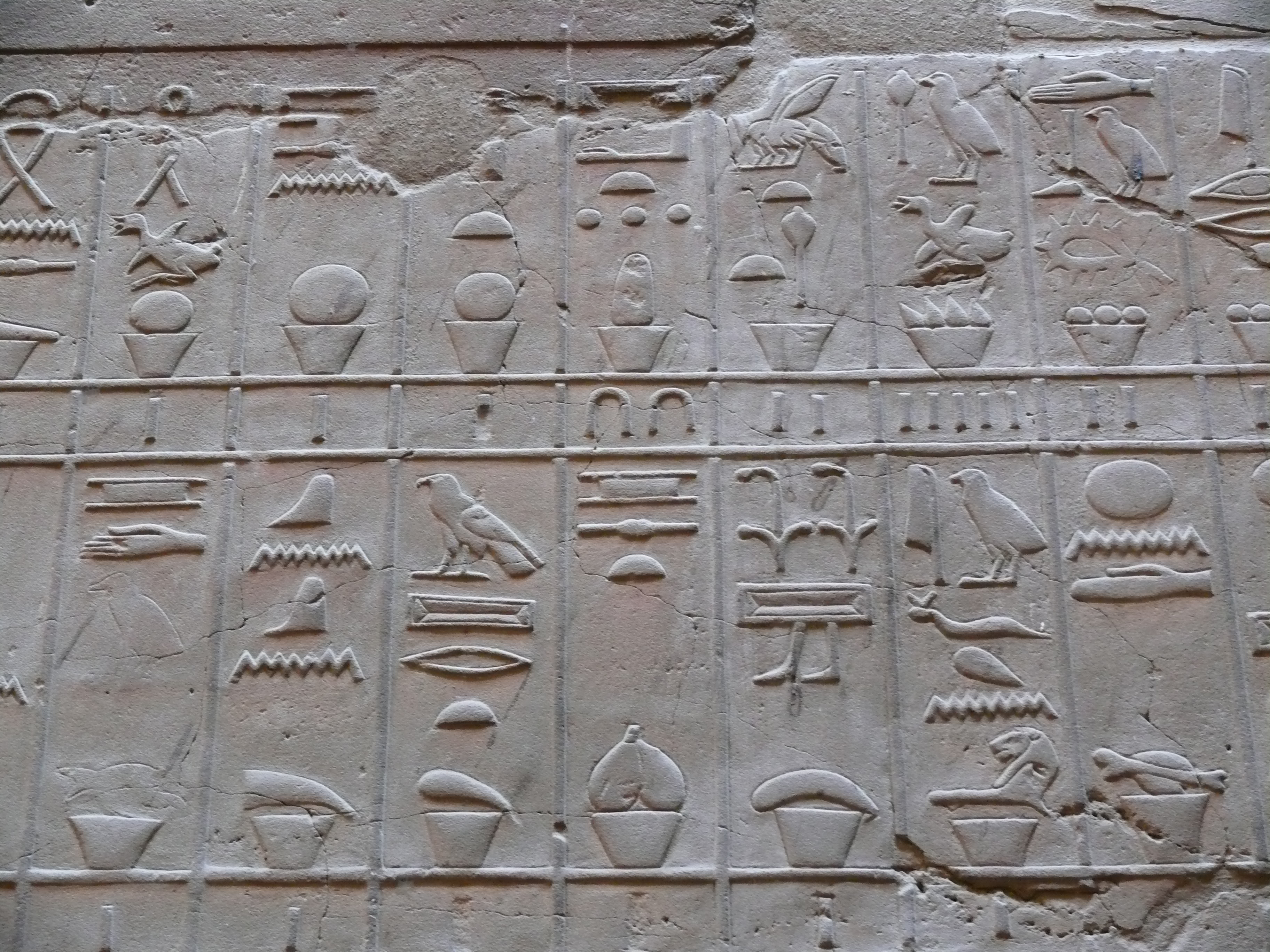
Приклад деяких єгипетських чисел. Рельєф у Луксорі.

У Давньому Єгипті існували священні, магічні і святі числа, до таких належали числа 2, 3, 4, 7 і числа кратні їм.

## Три: символ множини
Основним символом для позначення множини у єгиптян було число три, яке записували у вигляді ієрогліфа, який складається з трьох вертикальних знаків (III). Також у єгипетській релігії використовували тріади божеств для позначення довершеної системи. Прикладом подібних тріад є бог Атум, який спочатку був один, а потім породив Шу і Тефнут, а також тріада Осіріса та Ісіди з їхнім сином Гором і т. д.
Інші приклади
- Пиво, використане для того щоб обхитрити Сехмет, просочували на глибину трьох рук у землю.
- У бога сонця Ра було три імені, які відповідали трьом періодам доби: світанок, полудень і захід.
- Бога Тота називали «тричі-великим богом мудрості».[3]
- Приреченого на смерть принца чекали три варіанти долі: смерть від крокодила, змії або собаки.[4]
- Для повернення вкрадених речей, селянину давалися три групи спроб, в кожній з яких в свою чергу було по три спроби (всього дев'ять).[5]
- Хвалькуватий маг стверджував, що зможе накинути «велику пітьму» на три останні дні.[6]
- Після прохання у Тота допомоги, короля Ефіопії доставили у Фіви і тричі публічно побили.[6]
- Ефіопському магу потрібно пройти три випробування, щоб стати найбільшим магом Єгипту.[6]
- Єгипетські маги, перед тим як увійти в землю мертвих, тричі кидали на вогонь спеціальний порошок.[7]
- У єгипетській землі мертвих існувало дванадцять секцій (чотири по три). Мертвих висаджували на кожній третині.[7]
- Вузол Ісіди, що уособлював життя, має три петлі.[8]

## Число п'ять
Приклади
- Бог сонця Ра дав імена п'яти богам і п'яти богиням.[9]
- Бог мудрості Тот додав до існуючих 360 ще п'ять днів, які він виграв в азартній грі.[10]
- Для народження своїх п'яти дітей, богині Нут знадобилося п'ять днів. Цими дітьми є боги: Осіріс і Ісіда, Сет і Нефтіда, і Хор Бехдетський — не слід його плутати з Гарпократом, який переміг Сета в бою.[10]
- Хвалькуватий маг стверджував, що здатний перенести фараона Єгипту в Ефіопію і повернути його назад протягом п'яти годин за допомогою магії, якщо останнього піддати п'ятистам ударам палицею.[6]
- Ефіопський маг зможе кинути виклик найбільшим магам Єгипту, якщо прочитає лист запечатаний п'ятьма століттями раніше, до того як відбудуться злодіяння зображені на ньому.[6]
- Зірка або пентаграма, що являє собою загробний світ, має п'ять вершин.[11]

Число п'ять менш поширене у традиційній єгипетській міфології.

## Сім: символ досконалості, ефективності та повноти
Цілком можливо, що число сім було символом, який асоціювався у єгиптян з досконалістю, ефективністю і повнотою.
Приклади
- Сім тисяч бочок з пивом знадобилося для того, щоб обхитрити Сехмет, тим самим не давши їй далі здійснювати вбивства.[12]
- Богиню Ісіду охороняли сім скорпіонів, коли вона вирушила на пошуки останків свого чоловіка Осіріса.[13]
- Великий голод в Єгипті тривав протягом семи років.[14]
- Найнижчою точкою Нілу в часи великого голоду була сім ліктів[en] (кубітів), а верхня точка рівня води височіла на двадцять вісім ліктів (чотири рази по сім).[15]
- Приречений принц знайшов вежу висотою в сімдесят ліктів із сімдесятьма вікнами.[4]
- Сет розірвав тіло Осіріса на чотирнадцять частин і розкидав по сім частин у Верхньому і Нижньому Єгипті.[16]
- Символ басейн[en], який являє собою воду, зображували з сімома зигзагоподібними лініями.[17]
- На нижній стороні символу золота[en], зображували сім шипів (відростків).[18]